# Скрыль (Пуховичский район)
Скрыль (бел. Скрыль) — деревня в Пуховичском районе Минской области Беларуси. Входит в состав Новосёлковского сельсовета.

## География
Находится в 9 километрах северо-западнее Марьиной Горки и железнодорожной станции Пуховичи на линии Минск — Осиповичи.

## Климат
Климат здесь умеренный, с теплым летом и мягкой зимой. Средняя температура января — минус 6,8 °C, июля-плюс 17,5 °C. Зимой преобладают южные ветры, летом-восточные и северо-восточные. Средняя скорость ветра 3 м/сек. Годовое количество осадков 550—650 мм.

## История

### Под властью России
Согласно переписи 1897 г. село Цитвянской волости Игуменского уезда Минской губернии. В нём действовали приписная церковь, хлебозапасный магазин.
В начале XX века вспоминается имение Скрыль.
В 1920 году открылось народное училище, которое после революции преобразовано в рабочую школу I степени. На момент 1922 года в ней училось 35 учеников.

### Новейшее время
В Первую мировую войну в феврале-декабре 1918 года была под оккупацией войск кайзеровской Германии.
25 марта 1918 года согласно с Третьей Уставной грамотой село провозглашено частью Белорусской Народной Республики.
С 1 января 1919 года в соответствии с постановлением I съезда КП(б)Б деревня вошла в состав БССР.
В августе 1919—июле 1920 деревня находилась под польской властью.
В 1933 г. был создан колхоз «Рассвет коммуны», начала работать кузница.
Во Вторую мировую войну с конца июня 1941 по 3 июля 1944 года оккупирована нацистской Германией. В мае 1944 года деревня была сожжена.

## Население
- 1897 год — 88 дворов, 647 жителей
- Начало XX века: село — 83 двора, 502 жителя; имение — 1 хозяйство, 9 жителей
- 1 января 2002 год — 39 дворов, 74 жителя
- 2009 год — 43 человека
- 2019 год — 26 человек